# I Bobobobs
I Bobobobs (Els Bobobobs) è una serie televisiva a cartoni animati prodotta da BRB Internacional e TVC nel 1988, basata sui libri di Henk Zwart Nerida Zwart.

## Trama
I Bobobobs sono una sorta di gnomi dotati di grandi poteri telepatici che viaggiano su di una nave volante, il Bobular, che vaga nell'universo.

## Sigla italiana
La sigla italiana dal titolo Bobobobs è stata incisa da Cristina D'Avena con i Piccoli Cantori di Milano.

## Personaggi
- Cap. Bobular
- Bob
- Cornelius
- Blit
- Peter
- Zia Agata
- Fritz
- Petronella
- A.D.
- Wilbur
- Alfio
- Dottore
- Infermiera Miny
- Ein
- Stein

## Episodi
1. I Bobobobs
2. La regina Anna
3. Il demone
4. I fragolosi
5. Festa a sorpresa
6. Ritorno
7. L'albero mostro
8. L'invasione
9. Gli avventurieri
10. Il pianeta inquinato
11. Arriva la mamma
12. La nuova cuoca
13. Storie di fantasmi
14. La cattura
15. I Tripop
16. Tutti in forma
17. Nuovi amici
18. Michele Re
19. Ospiti invadenti
20. Il pittore
21. Caccia al tesoro
22. Atterraggio d'emergenza
23. Missione spaziale
24. Le furie (1° parte)
25. Le furie (2° parte)
26. Il matrimonio di Susu

## Doppiaggio
| Personaggio             | Doppiatore originale | Doppiatore italiano |
| ----------------------- | -------------------- | ------------------- |
| Bartolomeo              | Hans Pauwels         | Pietro Ubaldi       |
| Michele (Bob)           | Beatrijs Sluyter     | Veronica Pivetti    |
| Cornelio (Cornelius)    | Paul Van Gorcum      | Mario Scarabelli    |
| Bobobob (Blip)          | Trudy Libosan        | Davide Garbolino    |
| Poldo (Peter)           | Fred Butter          | Antonio Governale   |
| Zia Agata               | Maria Lindes         | Grazia Migneco      |
| Fritz                   | Jan Anne Drenth      | Maurizio Scattorin  |
| Petronilla (Petronella) | Trudy Libosan        | Valeria Falcinelli  |
| Alfio (A.D.)            | Hans Pauwels         | Antonio Ballerio    |
| Onofrio (Wilbur)        | Paul Van Gorcum      | Gigi Rosa           |
| Dottore                 | Hans Hoekman         | Sergio Romanò       |
| Infermiera Mimì (Miny)  | Beatijs Sluyter      | Paola Messina       |
| Tale (Ein)              | Jan Anne Drenth      | Giampaolo Rossi     |
| Quale (Stein)           | Jan Anne Drenth      | Roberto Colombo     |